# جاسمينا كاجتازوفيتش
جاسمينا كاجتازوفيتش مواليد 26 فبراير 1991 في نوفو ميتسو، جمهورية يوغوسلافيا الاشتراكية الاتحادية، هي لاعبة كرة مضرب بوسنية. أعلى تصنيف لها في الفردي كان 518. أعلى تصنيف لها في الزوجي كان 516.

## النهائيات

### الفردي (1–3)
| الحصيلة | الرقم | التاريخ       | الدورة                   | الأرضية | المنافس       | النتيجة  |
| ------- | ----- | ------------- | ------------------------ | ------- | ------------- | -------- |
| الفوز   | 1.    | 3 ديسمبر 2007 | هافانا، كوبا             | صلبة    | فيفيان سغنيني | 6–3, 6–1 |
| الوصافة | 1.    | 23 يونيو 2008 | سراييفو، البوسنة والهرسك | ترابية  | تيريزا مرداز  | 3–6, 0–6 |

## روابط خارجية
- جاسمينا كاجتازوفيتش على موقع رابطة محترفات التنس (الإنجليزية)
- جاسمينا كاجتازوفيتش على موقع الاتحاد الدولي لكرة المضرب (الإنجليزية)
- جاسمينا كاجتازوفيتش على موقع كأس بيلي جين كينغ (الإنجليزية)
- جاسمينا كاجتازوفيتش على موقع خلاصة التنس.كوم (الإنجليزية)